# Eberhard Schwark
Eberhard Schwark (* 4. April 1939 in Hagen) ist ein deutscher Rechtswissenschaftler.

## Leben
Er studierte von 1958 bis 1963 Erkenntnistheorie, Informationstheorie und mathematische Logik an der Universität Bonn sowie Rechtswissenschaft und Wirtschaftswissenschaft an der Universität Bonn, der FU Berlin und der Universität Freiburg im Breisgau. Er legte 1963 die erste juristische Staatsprüfung ab. Von 1963 bis 1964 war er wissenschaftliche Hilfskraft an der Universität Bonn. Nach der zweiten juristischen Staatsprüfung 1968 war er dort von 1968 bis 1969 wissenschaftlicher Assistent. Nach der Promotion 1969 in Bonn bei Helmut Ridder war er von 1969 bis 1972 Referent im Bundesministerium für Wirtschaft. 1972 wurde er zum Stab des Internationalen Währungsfonds in Washington, D.C. abgeordnet. 1973 war er Habilitationsstipendiat, 1975 wurde er Referent im Bundesministerium der Justiz. Nach der Habilitation 1978 an der Universität Bonn bei Peter Raisch lehrte er von 1980 bis 1981 als Professor an der Ruprecht-Karls-Universität Heidelberg. Von 1981 bis 1993 war er ordentlicher Professor der Ruhr-Universität Bochum. Von 1993 bis 2004 war er Professor und Lehrstuhlinhaber an der Humboldt-Universität zu Berlin.

## Schriften (Auswahl)
- Börsengesetz. Kommentar zum Börsengesetz, zu den börsenrechtlichen Nebenbestimmungen und den Insider-Richtlinien. 2. Auflage. C. H. Beck, München 1994, ISBN 3-406-32837-7.
- Anlegerschutz durch Wirtschaftsrecht. Entwicklungslinien, Prinzipien und Fortbildung des Anlegerschutzes, zugleich ein Beitrag zur Überlagerung bürgerlich-rechtlicher Regelung und gewerbepolizeilicher Überwachung durch Wirtschaftsrecht. München 1979, ISBN 3-406-07224-0.
- Wirtschaftsrecht. Wirtschaftsverfassung, Kartellrecht, Wettbewerbsrecht, Wirtschaftsverwaltung. München 1986, ISBN 3-452-19534-1.
- Rechtsfragen des Konsumentenkredits. Insbesondere aus der Zeit der Niedrigzinsphase 1975 bis 1979. Frankfurt am Main 1986, ISBN 3-7819-2720-2.
- Kapitalmarktrechtskommentar. 5. Auflage. C. H. Beck, München 2020, ISBN 978-3-406-67148-7.

## Belege
1. ↑  Schwark, Eberhard. In: Kürschners Deutscher Gelehrten-Kalender Online. de Gruyter. Abgerufen am 29. Dezember 2019.

| Personendaten    | Personendaten                   |
| ---------------- | ------------------------------- |
| NAME             | Schwark, Eberhard               |
| KURZBESCHREIBUNG | deutscher Rechtswissenschaftler |
| GEBURTSDATUM     | 4. April 1939                   |
| GEBURTSORT       | Hagen                           |